# Torneo de Houston 2019
El U.S. Men's Clay Court Championships 2019 fue un torneo de tenis que perteneció a la ATP en la categoría de ATP World Tour 250. Se disputó entre el 8 y el 14 de abril de 2019 sobre polvo de ladrillo en el River Oaks Country Club en Houston (Estados Unidos).

## Distribución de puntos
| Modalidad            | Campeón | Finalista | Semifinales | Cuartos de final | 2ª ronda | 1ª ronda | Clasificados | 2ª ronda de clasificación | 1ª ronda de clasificación |
| Individual masculino | 250     | 165       | 100         | 50               | 25       | 0        | 13           | 7                         | 0                         |
| Dobles masculino     | 250     | 150       | 90          | 45               | 20       | 0        | -            | -                         | -                         |

## Cabezas de serie

### Individuales masculino
| Tenista            | Ranking | Preclasificado |
| Steve Johnson      | 39      | 1              |
| Jérémy Chardy      | 42      | 2              |
| Cameron Norrie     | 55      | 3              |
| Reilly Opelka      | 56      | 4              |
| Taylor Fritz       | 58      | 5              |
| Mackenzie McDonald | 59      | 6              |
| Jordan Thompson    | 67      | 7              |
| Sam Querrey        | 71      | 8              |

- Ranking del 1 de abril de 2019.[2]

### Dobles masculino
| Tenista                     | Ranking | Preclasificado |
| Bob Bryan Mike Bryan        | 20      | 1              |
| Austin Krajicek Artem Sitak | 80      | 2              |
| Luke Bambridge Jonny O'Mara | 93      | 3              |
| Ken Skupski Neal Skupski    | 95      | 4              |

## Campeones

### Individual masculino
Christian Garín venció a  Casper Ruud por 7-6(7-4), 4-6, 6-3

### Dobles masculino
Santiago González /  Aisam-ul-Haq Qureshi vencieron a  Ken Skupski /  Neal Skupski por 3-6, 6-4, [10-6]